# I'm Gonna Sit Right Down and Cry (Over You)
«I'm Gonna Sit Right Down and Cry (Over You)» —en español: «Voy a sentarme justo abajo y a llorar (por ti)»— es una canción popular escrita en 1953 por Joe Thomas y Howard Biggs,  grabada en 1954 por Roy Hamilton. y en 1956 por Elvis Presley tras la compra de su contrato con Sun Records por parte de la compañía RCA ese mismo año.   
Desde entonces, se convirtió en un estándar emergente de menor importancia, en gran medida debido a varias bien recibidas versiones de la canción. Es más conocida por aparecer en el álbum de Elvis Presley, Elvis Presley en primer lugar, y para una interpretación de la canción de The Beatles (que aparece en su álbum Live! at the Star-Club in Hamburg, Germany; 1962.) y Anthology vol I. 

## Primeras grabaciones
La primera grabación del tema por parte de Roy Hamilton en 1954 fue para el sello musical Epic y estaba definida dentro del estilo del rhythm and blues campirano. Hamilton consolidaría en dicho sello su ascenso artístico precisamente durante esos años. 
Con el inicio de sus actividades laborales en RCA Elvis comenzó a definir el sonido del rock and roll evolucionando a partir del estilo rockabilly que había creado en Sun Records apenas dos años antes a partir de That's All Right. Dos años después de la grabación de Hamilton para Epic, ya para 1956, cuando Presley registrara I'm Gonna Sit Right Down and Cry (Over You) él ya contaba definitivamente con el aporte del baterista D. J. Fontana   además de los dos músicos que lo habían acompañado desde el inicio de su carrera en Sun Records, Scotty Moore en la guitarra eléctrica y Bill Black en el contrabajo. El estilo que Presley le aportase a la canción estaba mucho más consolidado dentro del rock and roll. Elvis grabó la canción el 31 de enero de 1956 en los estudios de RCA en New York. De la toma decimoctava fue que Presley extrajo el máster. 

## Letra
La canción está compuesta por tres únicas estrofas que se repiten, donde el narrador describe el estado de llanto en el que caería ante la posibilidad de que su pareja lo abandonara. 

| I'm gonna sit right down and cry over you I'm gonna love you more and more every day I'm gonna love you more and more in every way And if you say good-bye If you ever even try | Voy a sentarme y llorar por ti Voy a amarte más y más cada día Voy a amarte más y más en todos los sentidos Y si dices adiós Si alguna vez lo intentas |

## Otras versiones
Además de las versiones de Presley y The Beatles, la canción ha sido grabada por artistas como Link Wray, Toots & the Maytals, The Swinging Blue Jeans, Shakin' Stevens, Del Shannon, Hi-Fives, The Four Lads, Glen Glenn, Johnny Hallyday y Chris Isaak.